# Доня Флор и нейните двама съпрузи (теленовела)
Доня Флор и нейните двама съпрузи (на испански: Doña Flor y sus dos maridos) е мексиканска теленовела, режисирана от Бенхамин Кан и Родриго Сунбос и продуцирана от Едуардо Меса за Телевиса през 2019 г. Версията, написана от Хуан Андрес Гранадос, е базирана на едноименния роман на бразилския писател Жоржи Амаду.
В главните роли са Ана Серадия, Хоакин Ферейра и Серхио Мур, а в отрицателните - Алехандро Калва, Марилус Бермудес и Джина Педрет. Специално участие вземат Химена Аяла, Лис Гаярдо, Рикардо Поланко и първите актьори Ребека Джонс и Роберто Бландон.

## Сюжет
Флор Мендес винаги се е чувствала различна от всички жени, които познава. Нейният страстен темперамент и независим дух понякога не се вписват в ограничените хоризонти на градчето, в което е родена. Най-голямата страст на Флор е да танцува, въпреки Маргарита, нейната майка, която ѝ забранява, след смъртта на Нарсисо, бащата на Флор. Маргарита обвинява Флор за тази смърт, въпреки че реалността е различна. Флор изглежда примирена и работи като рецепционистка в танцовата школа на града, но в същото време тя продължава да танцува тайно. Нейната възможност за реализирането на мечтата ѝ идва, когато е поканена на прослушване в голяма компания в град Мексико. Флор решава да преследва мечтата си и това води до конфликт с Маргарита. По време на събора на градчето, Флор танцува през жителите. Валентин Ернандес танцува с нея. Валентин е мошеник тип „Робин Худ“, измамник и съблазнител, с голяма привлекателност. Валентин пристига в града с приятеля си Ел Чиле. Те бягат от Касандра, бившата любовница и партньорка на Валентин. Пристигането му не само ще попречи на живота на Флор, но и на целия град.
Привличането между Флор и Валентин е много силно, само че тя е решена да успее и да пътува до град Мексико. Валентин я следва, готова да я подкрепи и тя го приема. Междувременно, друг човек е разочарован от отсъствието на Флор, д-р Теодоро Идалго, приятелят ѝ от детството, който преди дни е отхвърлен от Флор, молейки я да се омъжи за него. Това кара Теодоро да реши да отиде в Испания, за да специализира. Флор се явява на прослушванието, но когато тя започва своя танц, пада и се наранява. Това обстоятелство я сближава с Валентин и по взаимно съгласие решават да се оженят, за да платят за операцията, от която се нуждае Флор. Двойката започва живота си в града. По-късно те се връщат в Тласкалистлахуакака, родното градче на Флор, където тя се сблъсква не само със семейството си, но и с целия град, защото жителите му са свикнали да съди всички, които действат по различен начин. Скоро Валентин намира приятели, но и врагове като Октавио и Саманта Меркадер, собственици на казиното.
Стремежът на Валентин е да даде на Флор всичко, от което се нуждае. Това го подтиква отново да попадне в беда, без знанието на жена си. Когато никой дори и не очаква, Валентин умира от инфаркт в нощта на събора. Смъртта му е удар за Флор и за всички в града. С тъгата те също откриват лъжите на Валентин. Тогава се появява Теодоро, който успокоява Флор. Това, което почти всички пренебрегват, е, че Валентин, превърнал се в призрак, ще се върне, за да се опита да си върне любовта на Флор и да открие, че е омъжена за Теодоро.

## Актьори
- Ана Серадия - Мария Флоренсия „Флор“ Мендес Канул
- Серхио Мур - Теодоро „Тео“ Идалго Флорес
- Хоакин Ферейра - Валентин
- Марилус Бермудес - Саманта Кабрера де Меркадер
- Ребека Джонс - Маргарита Канул де Мендес
- Алехандро Калва - Октавио Меркадер Серано
- Роберто Бландон - Оскар Идалго
- Карлос Корона - Отец Елпидио Мора Гонсалес
- Химена Аяла - Росалия Мендес Канул
- Лис Гаярдо - Мариана Сантос Крус
- Янис Гереро - Аурелиано Мендес Канул
- Рикардо Поланко - Порфирио Абанеро Лопес „Ел Чиле“
- Вики Арайко - Ицамара Бианки Ролдан
- Хорхе Луис Васкес - Валдерабано
- Алехандра Лей - Микаела „Мика“ Наваро Роблес
- Фернандо Роблес - Нестор
- Джина Педрет - Ховита
- Луис Куриел - Сиксто „Тито“ Бианки Ролдан
- Миранда Гонкалвес - Хочитъл Мендес Сантос
- Лорена дел Кастийо - Малба
- Еухенио Кобо - Артемио
- Силвия Паскел - Карлота / Максимилиана
- Клаудия Мартин - себе си

## Премиера
Премиерата на Доня Флор и нейните двама съпрузи е на 25 март 2019 г. по Las Estrellas. Последният 65 епизод е излъчен ан 21 юни 2019 г.

## Продукция
Теленовелата е представена от Телевиса по време на представянето на телевизионния сезон 2018-2019 в Телевиса Сан Анхел. Това е телевизионна адаптация на едноименния бразилски роман, написан от Жоржи Амаду през 1966 г., и игралния филм от 1976 г. Снимките започват на 22 ноември 2018 г. в град Мексико и са потвърдени 62 епизода.